# 诺基亚Lumia 920
Nokia Lumia 920是一款Nokia以Windows Phone 8平台所開發的旗艦型智慧型手機。Lumia 920發表於2012年9月5日，同時也是全球第一部上市的Windows Phone 8智慧型手機，於2012年10月31日在美國、加拿大上市。Nokia Lumia 920在外型設計上與Nokia Lumia 900相似，同樣採用Nokia N9風格的設計，外殼材料是聚碳酸酯，硬體上配置Snapdragon第四代（S4）MSM8960 1.5GHz雙核處理器、4.5 吋 1280 × 768 解析度螢幕、870萬像素並帶有PureView技術的卡爾蔡司相機鏡頭、2000 mAh 電池，屬於2012年度的Windows Phone 8旗艦機，微軟在介紹Windows Phone 8時也多以此機種進行展示。
Nokia Lumia 920也內建無線充電模組，可以使用國際標準的Qi無線充電，而Nokia也會為其推出NFC連接的產品，包括無線喇叭、耳機等。Nokia Lumia 920搭載32GB的儲存空間，並享有SkyDrive 7GB的雲端空間，但是不支援MicroSD記憶卡，同期推出的诺基亚 Lumia 820則支援MicroSD記憶卡。

## 主要特色

### 強大的Here地图
用 Here地图探索城市四周，離線時亦可使用。

### PureView
Lumia 920搭載第二代PureView技術，第二代PureView並不像一代PureView，擁有超採樣技術，反倒是新增了光學防手震（OIS），使Lumia 920可以在弱光环境下拍摄出效果良好的照片，支援1080p Full HD錄影，搭配光學防手震，拍攝影片時能更加穩定。

### Puremotion HD+
最光、最快及最敏銳觸控的 PureMotion HD+ 螢幕，Lumia 920 不僅採用 1280 x 768 解像度的 4.5 吋 IPS 螢幕，更搭載了一項革命性的「PureMotion HD+」技術，除了具有像素密度高、屏幕亮度高、刷新速度快等特點，同時在觸控感應方面也有革命性的創新，比起對手iPhone 5的326ppi還要更清晰，除此之外，Lumia 920 採用的螢幕比例為 15:9 ，將更提供使用者比 16:9 螢幕比例更好的觸控感受，而在觸控技術上，Lumia 920 更領先群雄，讓你可以帶著手套，甚至使用指夾、筆尖、手套、使用鑰匙、湯匙、叉子等物品，不需要皮膚接觸,就能完成螢幕觸控的動作，在天冷的時候，就不用為了拆掉手套而一陣慌亂。

### 无线充电
Lumia 920加入了基于Qi标准的无线充电技术，Nokia官方已经为该设备研发数种无线充电器，如音响，充电枕等，英特尔也宣称在未来超极本都可以充当无线充电的电源，这更使Lumia 920增色几分。

### 軟體
Lumia 920採用微軟新一代手機作業系統Windows Phone 8，最大的改變是將原本的Windows CE核心更換成Windows NT核心，藉此改變也能增加程式的相容性，不像舊版Windows Phone（CE核心），僅支援VB、C#所寫出來的應用程式，并且增加了大量特性和后端服务，并可以与XBox，Windows 8等设备交互使用，配合新的Modern UI交互设计，拥有非常完美的用户体验。承襲Windows Phone 7.5，擁有強大的社群整合功能，可以將Twitter、Facebook聊天、LinkedIn、Windows Live Messenger等即時訊息整合在一起，電子郵件設定中可以增加常見的Windows Live Mail、Hotmail、Outlook.com、Gmail、Mail for Exchange、Nokia 郵件，將信箱統一整合在一起，並支援以聊天檢視的方式檢視電子郵件。內建Office 365、Internet Explorer 10、OneNote、HERE 導航（Nokia Drive+，可以透過網路來下載全球各國家地區的地圖資料及各國家地區的語音導航）、HERE 地圖（Nokia Maps）、HERE 城市特搜（Nokia City Lens）、HERE 公共運輸（Nokia Transport）、Xbox Live Hub。網際網路共用最大支援分享无线網路給八名不同的使用者。Skype整合需先在市集中下載Skype，安裝後才會完整整合於Windows Phone 8中。

### 4GLTE
由於配置MSM8960處理器有LTE支援的功能，但是某些未配置4G網路的國家無法使用。台灣發售的Lumia 920版本，相對於對手的HTC 8X來說，CPU並沒有降階使用成本較低的MSM8260A，而是直接使用國際標準版的MSM8960（可以透過系統、關於中的SOC版本確認），雖然硬體上有支援LTE，但是台灣本身尚未佈置4G網路，因此台灣諾基亞以韌體方式關閉功能，暫時性關閉LTE支援，不過已經於2014年1月21日的Windows Phone GDR3正式更新中重新加入了4G LTE的功能。

### 后续软件更新
Lumia系列的Windows Phone8的更新分为两种,一种是由微软推送(但时间由运营商和生产商掌握)的所有OEM手机都能享受到的,2013年内应有三次,分别为GDR1,GDR2,GDR3,其中GDR1已经推送,而包括FM收音机,流量管理等功能在内的GDR2因HTC 8X推送GDR2后引起的部分用户手机无法使用而推迟至今年秋天才向Lumia 920用户推送,但今年夏天发售的诺基亚 Lumia925已经搭载GDR2更新.另一种由诺基亚推送的更新,一般称之为Amber,次数以及时间均不定.

GDR2的軟體更新已在2013年8月23日搭載Nokia獨家更新-Lumia Amber-在世界各地進行推送，而最新的GDR3，已在10/22日釋出Devenloper Preview，這個GDR3的預覽版具有部分GDR3的更新內容，提供APP開發者更改程式設計。正式版GDR3預計將會搭載Nokia獨家的Lumia Black在2014年春季推送。